# Lil Baby
Dominique Armani Jones (n. 3 decembrie 1994, Atlanta, Georgia, SUA), cunoscut profesional ca Lil Baby, este un rapper, cântăreț și compozitor american din Atlanta, Georgia. El a devenit faimos în 2017 în urma lansării mixtape-ului „Perfect Timing”, devenind una dintre cele mai proeminente figuri din scena muzicii trap până în prezent.
Albumul de studio de debut al lui Lil Baby, Harder Than Ever (2018), a fost certificat RIAA Platinum și a inclus piesa „Yes Indeed” cu Drake, care a ajuns la pozitia șase pe Billboard Hot 100. El a lansat încă două mixtape-uri în 2018, „Drip Harder” și „Street Gossip”; primul conține cea mai populară piesă a sa „Drip Too Hard”, care a atins numărul patru pe Billboard Hot 100, iar cel din urmă a ajuns pe locul doi pe Billboard SUA 200. Al doilea album al lui Lil Baby, My Turn (2020), a ajuns pe locul unu pe Billboard 200. Piesa „We Paid” de pe album a ajuns pe locul zece în Hot 100. În iunie 2020, a lansat single-ul „The Bigger Picture”, care a ajuns pe locul trei Hot 100 și a devenit cea mai bine cotată melodie din cariera sa.

## Discografie
- Harder Than Ever (2018)
- My Turn (2020)